# La dolce vita
La dolce vita is een Italiaans-Franse dramafilm uit 1960 onder regie van Federico Fellini. De film werd destijds in Nederland en Vlaanderen uitgebracht onder de titel Het zoete leven.

Ook na het wegebben van het schandaal – de aristocratie had Fellini in hun huizen en kastelen laten filmen en voelde zich vervolgens te kijk gezet – blijft dit fresco van de vroege jaren zestig een van de beste en in elk geval meest toegankelijke films uit zijn oeuvre, met spectaculaire, aangrijpende en vermakelijke episodes.
— Speelfilmencyclopedie

## Verhaal
Als verslaggever is Marcello Rubini steeds op zoek naar een primeur. Hij brengt daarom zijn avonden door in de Romeinse bovenklasse. Rubini droomt ervan om een literair auteur te worden, maar hij laat die idealen varen voor een carrière in de winstgevende sensatiepers. Hoewel hij de oppervlakkigheid en immoraliteit ervan inziet, laat hij zich meeslepen door het zoete leven van de beau monde.

## Rolverdeling
| Acteur               | Personage                   |
| -------------------- | --------------------------- |
| Marcello Mastroianni | Marcello Rubini             |
| Anita Ekberg         | Sylvia                      |
| Anouk Aimée          | Maddalena (als Anouk Aimee) |
| Yvonne Furneaux      | Emma                        |
| Magali Noël          | Fanny (als Magali Noel)     |
| Alain Cuny           | Steiner                     |
| Annibale Ninchi      | Vader van Marcello          |
| Walter Santesso      | Paparazzo                   |
| Valeria Ciangottini  | Paola                       |
| Audrey McDonald      | Jane                        |
| Nadia Gray           | Nadia                       |
| Riccardo Garrone     | Riccardo                    |
| Polidor              | Clown                       |
| Ida Galli            | Debutante                   |
| Enrico Glori         | Bewonderaar                 |
| Jacques Sernas       | Jeune premier               |
| Laura Betti          | Laura (onvermeld)           |

## Prijzen en nominaties
| Jaar | Prijs                        | Categorie                      | Genomineerde(n)                                                                  | Uitslag     |
| ---- | ---------------------------- | ------------------------------ | -------------------------------------------------------------------------------- | ----------- |
| 1960 | Filmfestival van Cannes      | Gouden Palm                    | Federico Fellini                                                                 | Gewonnen    |
| 1960 | David di Donatello           | Beste regie                    | Federico Fellini                                                                 | Gewonnen    |
| 1961 | BAFTA's                      | Beste film                     | Federico Fellini Angelo Rizzoli Giuseppe Amato                                   | Genomineerd |
| 1961 | New York Film Critics Circle | Beste buitenlandse film        | Federico Fellini                                                                 | Gewonnen    |
| 1961 | Nastro d'Argento             | Beste mannelijke hoofdrol      | Marcello Mastroianni                                                             | Gewonnen    |
| 1961 | Nastro d'Argento             | Beste productieontwerp         | Piero Gherardi                                                                   | Gewonnen    |
| 1961 | Nastro d'Argento             | Beste oorspronkelijke verhaal  | Tullio Pinelli Ennio Flaiano Federico Fellini Pier Paolo Pasolini                | Gewonnen    |
| 1961 | Nastro d'Argento             | Beste regie                    | Federico Fellini                                                                 | Genomineerd |
| 1961 | Nastro d'Argento             | Beste mannelijke bijrol        | Annibale Ninchi                                                                  | Genomineerd |
| 1961 | Nastro d'Argento             | Beste productie                | Giuseppe Amato Angelo Rizzoli                                                    | Genomineerd |
| 1961 | Nastro d'Argento             | Beste scenario                 | Federico Fellini Tullio Pinelli Ennio Flaiano Brunello Rondi Pier Paolo Pasolini | Genomineerd |
| 1961 | Nastro d'Argento             | Beste filmmuziek               | Nino Rota                                                                        | Genomineerd |
| 1962 | Oscars                       | Beste kostuumontwerp           | Piero Gherardi                                                                   | Gewonnen    |
| 1962 | Oscars                       | Beste regie                    | Federico Fellini                                                                 | Genomineerd |
| 1962 | Oscars                       | Beste oorspronkelijke scenario | Federico Fellini Ennio Flaiano Tullio Pinelli Brunello Rondi Pier Paolo Pasolini | Genomineerd |
| 1962 | Oscars                       | Beste productieontwerp         | Piero Gherardi                                                                   | Genomineerd |
| 1962 | Grammy's                     | Beste filmmuziek               | Nino Rota                                                                        | Genomineerd |

## Ontvangst
De film bevat een scène waarin een Christusbeeld per helikopter door de lucht wordt vervoerd. Het Vaticaan zag daarin een parodie op de terugkomst van Christus. In Spanje werd La dolce vita verboden tot de dood van generaal Franco in 1975.
De term paparazzo vond dankzij deze film ingang in het algemene taalgebruik. Het woord verwijst naar de achternaam van de opdringerige persfotograaf Paparazzo.

## Structuur
De structuur van de film bestaat uit een proloog, gevolgd door zeven hoofdstukken die eenmaal worden onderbroken door een intermezzo, en een epiloog. Hierdoorheen worden er zeven dageraadsequenties, zeven dagsequenties, en acht nachtsequenties verweven.